# Như một lời chia tay
Như một lời chia tay là một album tuyển tập theo chủ đề của ca sĩ Thu Phương, được sản xuất bởi ca sĩ Thu Phương và nhạc sĩ Sỹ Dự, được phát hành bởi trung tâm Thúy Nga Paris vào ngày 18 tháng 3 năm 2005 tại Hoa Kỳ. Đây là album nhạc Trịnh Công Sơn gồm 12 ca khúc viết về đề tài thân phận con người, triết lý cuộc đời, tình yêu cùng một track lời mở đầu của đĩa. Nó được ra đời sau hai năm gặp biến cố lớn trong cuộc đời của Phương và như cô nói, cô ở giữa "biển khơi" và nó là một "hòn đảo nhỏ" để cô neo vào trong giai đoạn khó khăn nhất của đời sống. Tờ Visualgui Music Review gọi "Như một lời chia tay" là một album nhạc Trịnh mẫu mực cần có: biểu cảm trong trình diễn giọng hát và xuất sắc về mặt sản xuất/hòa âm phối khí.
Mặc dù đây không phải là album thành công nhất của Phương, cũng không phải là album ghi dấu ấn trong âm nhạc của Thu Phương nhưng nó là đia nhạc duy nhất cô khai thác về đề tài nhạc Trịnh. Ngoài ra, đây cũng được xem là một trong những album mang tính chất cá nhân nhiều nhất của cô trong suốt chiều dài sự nghiệp.

## Hoàn cảnh ra đời
~Thu Phương
~Dũng Taylor
Câu chuyện của Thu Phương là những chuỗi ngày hạnh phúc, khổ đau mà số phận dành cho cô. Thu Phương nói: 'Cái ngày mà Phương ra đi có lẽ là cơn ác mộng khủng khiếp nhất trong đời và, cay đắng là nó lại xảy ra trong đời thật. Chỉ sau một đêm, cuộc sống của Phương bị đảo lộn hoàn toàn.
Tất cả, từ gia đình, tình yêu, đến danh tiếng, sự nghiệp Phương chẳng còn gì ngoài hai bàn tay trắng. Phương sụp đổ hoàn toàn. Phương như một người bị nhấn chìm giữa đại dương mênh mông tăm tối và bão tố. Cho đến giờ Phương nghĩ có nhiều người vẫn không tin đâu và dành nhiều lời phán xét cho mình nhưng quan trọng là Phương tin sẽ được trở về, ấm áp trong vòng tay của những người luôn yêu mến, tin tưởng Thu Phương'.
Tâm sự trên tờ Việtweekly, cô cho biết cô chọn "Như một lời chia tay" làm chủ đề cho cuốn CD vì nó bắt đầu bằng những câu hát: 
"Những hẹn hò từ nay khép lại - Thân nhẹ nhàng như mây - Chút nắng vàng giờ đây cũng vội - Khép lại từng đêm vui".
Tại sao lại là nhạc của Trịnh Công Sơn mà không phải là một nhạc sĩ nào khác? Sự chọn lựa của cô không phải vì cô thích nhạc Trịnh Công Sơn, hay là để so sánh mà nó là "cần" cho đời sống của cô giai đoạn này. Thu Phương thấy nó rất cần thiết cho đời sống của riêng cô vì cô cảm nhận được trong dòng nhạc của Trịnh có chút "thiền", có một chút thân phận và có chút triết lý, cho nên ít nhất là trong giai đoạn này cô cần Trịnh Công Sơn để chia sẻ những gì muốn nói.

## Danh sách ca khúc
Tất cả các ca khúc được viết bởi Trịnh Công Sơn.
| STT | Nhan đề                     | Sáng tác       | Trình bày  | Thời lượng |
| --- | --------------------------- | -------------- | ---------- | ---------- |
| 1.  | "Lời mở đầu"                | Thu Phương     | Thu Phương | 4:07       |
| 2.  | "Như một lời chia tay"      | Trịnh Công Sơn | Phương     | 5:43       |
| 3.  | "Một cõi đi về"             | Sơn            | Phương     | 4:23       |
| 4.  | "Tiến thoái lưỡng nan"      | Sơn            | Phương     | 6:06       |
| 5.  | "Như cánh vạc bay"          | Sơn            | Phương     | 5:31       |
| 6.  | "Dấu chân địa đàng"         | Sơn            | Phương     | 6:35       |
| 7.  | "Đời gọi em biết bao lần"   | Sơn            | Phương     | 7:03       |
| 8.  | "Nhìn những mùa thu đi"     | Sơn            | Phương     | 4:35       |
| 9.  | "Sóng về đâu"               | Sơn            | Phương     | 6:35       |
| 10. | "Ướt mi"                    | Sơn            | Phương     | 9:18       |
| 11. | "Chiếc lá thu phai"         | Sơn            | Phương     | 4:59       |
| 12. | "Cát bụi tình xa"           | Sơn            | Phương     | 6:46       |
| 13. | "Em còn nhớ hay em đã quên" | Sơn            | Phương     | 8:42       |

## Đánh giá
Muốn thể hiện nhạc Trịnh một cách tối ưu, người ca sĩ phải sống và hít thở từng lời ca của ông. Trong khi đương đầu với những bão tố của cuộc đời, Thu Phương đã tìm thấy sự gắn kết đối với ca từ của Trịnh. Khi cô hát những ca khúc của ông, chúng xoa dịu trái tim cô và mang lại sự bình yên trong tâm tưởng của cô. Chính vì lẽ đó mà cô đã sử dụng những chất liệu này - hay nhận thức mang tính cảm xúc của ông đưa vào "Như một lời chia tay".
Trong lời mở đầu, Phương chia sẻ với khán giả lý do cô chọn nhạc Trịnh và tại sao lại lấy tên album là "Như một lời chia tay". Cô muốn bày tỏ lòng biết ơn sâu sắc của mình đối với những người đã ủng hộ cô trong suốt chiều dài sự nghiệp, đặc biệt là người thân và người hâm mộ ở Việt Nam. Rồi cô trút hết lòng mình vào từng lời ca trong bài hát chủ đề. Cô dâng hiến toàn bộ tâm hồn mình vào track nhạc đến nỗi trước khi tiếng violin của Luân Vũ vang lên làm chúng ta choàng tỉnh dậy. Ngoài ra, tiếng trống của Peter Pfiefer nhẹ nhàng nâng tiếng hát của cô lên.
Sự thăng hoa của Phương tiếp tục được thấy ở "Một cõi đi về". Giọng hát trầm, sâu và dữ dội của cô là trái tim và linh hồn của bài này. Ca từ của ca khúc đã mô phỏng cuộc đời cô và cô không giữ lại gì cho mình. Cô tiếp tục giữ mạch cảm xúc cho bài hát đến những nốt cuối cùng. Với "Tiến thoái lưỡng nan", ca từ phản ánh trạng thái tuyệt vọng của cô, và rõ ràng là cô hát rất chân thành. Cô không chỉ tìm đường đi vào nhạc Trịnh, mà còn để tâm hồn mình hòa cùng lời ca. Chính vì vậy mà cách hát của Phương trong đĩa này từ tốn, chậm rãi nhưng vẫn đầy cảm xúc tha thiết.
Phương và người sản xuất âm nhạc của đĩa này đã ban cho "Dấu chân địa đàng" một sự tái sinh. Cô muốn chúng minh rằng nhạc jazz hoàn toàn có thể hòa quyện cùng với tác phẩm của họ Trịnh. Dù đây là một tác phẩm lâu đời, nhưng với chất liệu jazz đầy đam mê lồng với những câu phiêu của Phương lộng lẫy, nó làm cho ca khúc trở nên đương đại như chưa từng có. Chất giọng hơi khàn đó của cô làm căng đầy hay cho nó trở nên thô ráp khi ca từ yêu cầu đã là một phần rất quan trọng tô điểm cho thẩm mỹ về jazz.
Phương là giọng ca lúc cần yên lặng thì cô yên lặng tịch mịch như dưới lòng đất, nhưng lúc cần dữ dội thì cô cũng không khác gì mẹ trái đất. Lúc cô điềm đạm, đầy tính thiền trong các bài "Như cánh vạc bay", "Nhìn những mùa thu đi", "Ướt mi" và "Cát bụi tình xa" có xu hướng êm dịu, thì "Sóng về đâu" mà cô thể hiện lại như trực chờ bão tố. Điều tối quan trọng ở giọng hát của Phương là một giọng hát nội lực nhưng không bao giờ nghe bị chói tai, kể cả khi cô lên những nốt cao hay thực hiện các nốt dài. "Chiếc lá thu phai" là một bài không thể quên trong đĩa khi cô phiêu theo đầy cảm xúc với điệu rumba.
"Như một lời chia tay" là một album nhạc Trịnh mẫu mực như nó nên là: biểu cảm trong giọng hát và xuất sắc trong sản xuất. Không nhiều sản phẩm nhạc Trịnh đạt được cả hai yếu tố này, nhưng đĩa này của Phương đạt được cả hai. Với album này, cô đã nâng đẳng cấp của mình lên, tạo khoảng cách với những ai muốn ghi âm một đĩa nhạc Trịnh. Họ không chỉ cần phải học ca từ và cách nhả chữ, mà còn phải trải nghiệm chúng để mang đến những cảm xúc chân thật. Điều gì có thể tồi tệ hơn với người phụ nữ khi cô không thể trở về quê hương để gặp các con của mình ? Thậm chí, Phương là một người sắt thép đi chăng nữa, cô cần phải có một lối thoát, và nhạc Trịnh đã cho cô lối thoát đó, lối thoát về cảm xúc. Nỗi đau của cô được thể hiện qua đĩa nhạc rất rõ.

## Phát hành video promo
Năm 2005, buổi ra mắt album ″Như một lời chia tay″ đã được ghi lại và được phát hành dưới dạng promo quảng bá (trích từ bộ đĩa Arena 10th Anniversary) trong đó Thu Phương trình diễn 4 tác phẩm của Trịnh Công Sơn đồng thời giới thiệu album.
- Danh ca khúc:

1. Sóng về đâu
2. Tiến thoái lưỡng nan
3. Như cánh vạc bay
4. Dấu chân địa đàng